# Барбара Космовська
Барбара Космовська (пол. Barbara Kosmowska; 24 січня 1958, Битів, Поморське воєводство) — відома польська письменниця, поетеса, літературознавець, пише твори та створює радіопередачі для дітей та підлітків, авторка роману «Українка» (2011).

## Біографія
Барбара Космовська народилась 24 січня 1958 року в Поморському воєводстві в родині музикантів. Після закінчення школи, деякий час працювала на заводі в Битові. Закінчила Гданський університет. Працювала вчителькою польської мови. У 1999 — захистила кандидатську дисертацію на тему «Між дитинством і дорослим життям. Про романи Зофії Урбановської». Дисертаційна робота стосувалася польської літератури періоду позитивізму й була відзначена дипломом Summa cum laude («За найкращу роботу»).
Працює на кафедрі історії літератури романтизму й позитивізму в Поморській академії (Слупськ). Її наукові зацікавлення — передусім література позитивізму та дитяча й молодіжна література (співпрацює із журналом «Гуллівер» (пол. Guliwer), присвячений цій проблематиці).

## Творчість
Літературний дебют припав на роки навчання в ліцеї (1970-ті роки). Перші спроби опубліковані в журналі «Навпростець» (пол. Na Przełaj). У 1980-ті здобула численні премії на поетичних конкурсах.
Дебютний роман — «Голодна кицька» (пол. «Głodna kotka») (2000). Наступні романи: «Приватна територія» (2001), «Провінція», «Гобелен» та «Буба» (всі 2002), «Угору річкою» (2003), «Блакитний автобус» (2004). Авторка книжки «Думчики» (2005), романів «Бляшанка» та «Буба — мертвий сезон», «Samotni. com» (пол. «Samotni. pl»). Взірцями у творчості для Космовської є Марк Твен, який має велетенське почуття гумору, польський письменник Корнель Макушинський і «Оскар і рожева пані» Емануеля Шмітта.
У 2002 році Барбара Космовська написала роман «Буба» про дівчину, яка не слідує за новомодними тенденціями. Вона нагадує дівчину із сусідньої вулиці чи однокласницю. У Буби немає вибору, через інфантильність дорослих героїв їй доводиться робити для своєї родини все можливе, при цьому часто переймаючи на себе роль власних батьків. В образі героїні зібрані докупи дівчачі риси, багато в чому вона нагадує авторку.
Роман «Позолочена рибка» Космовська писала на літературний конкурс, організований Фондом «Уся Польща читає дітям». За задумом авторки це мала бути незвичайна історія, проблема, яка хвилює не лише молодь, а й усіх людей. Книжка розповідає про ситуацію, коли в житті героїні дрібні негаразди перестають важити більше, ніж те, що насправді є важливим і болісним. Дорослішання Аліції, складний вибір, намагання протистояти проблемам — головні теми «Позолоченої рибки».
Письменниця у творах намагається бути щирою, не боїться на сторінках своїх книжок говорити про складні та болючі речі — розлучення батьків, смерть близької людини, анорексію, першу закоханість, проблеми з алкоголем, бідність і т. ін.. Авторка впевнена, що розуміння світу підлітків, пам'ять про власну молодість і особисті помилки — той спільний «простір», що зближує письменника та юних читачів. Барбара Космовська пише про стосунки та кризу в родині з погляду дитини, підлітка, про перше кохання і розчарування, про комплекси та дружбу, про переживання через хворобу близької людини та втрату. Вона змальовує героїв з симпатією і розумінням, часто — з гумором.
Барбара Космовська також є авторкою радіоспектаклів для дітей і юнацтва.

### Повість «Українка»
«Українка» — повість для дорослого читача. У ній подано кілька жіночих історій. Космовська розповідає про жінок, які живуть у Львові, в Дрогобичі. Історії поєднує в одну канву доля головної героїні Іванки. Іванка їде у Польщу працювати, але там їй не дуже щастить. Іванка стає жертвою непорозумінь, браку комунікації. Її не розуміють в Польщі, і вона мусить давати собі раду.

## Твори Космовської в Україні
Три книжки письменниці в українському перекладі Божени Антоняк побачили світ у львівському видавництві «Урбіно». Це романи «Буба», «Буба: мертвий сезон» і «Позолочена рибка».
Барбара Космовська не раз зустрічалася з українськими читачами. У 2011 році письменниця була почесним гостем Львівського міжнародного дитячого фестивалю, а у 2012 році — спеціальним гостем цього ж фестивалю. У Львові письменниця презентувала український переклад «Позолоченої рибки» — роману для підлітків, у якому авторка делікатно розкриває тему втрати близької людини.
- «Буба» (Львів: Урбіно, 2010), переклала Божена Антоняк
- «Буба. Мертвий сезон» (Львів: Урбіно, 2011), переклала Божена Антоняк
- «Позолочена рибка» (Львів: Урбіно, 2012), переклала Божена Антоняк
- «Samotni. com» [Архівовано 17 червня 2020 у Wayback Machine.] (Харків: Школа (видавництво, Харків), 2017), переклав Ігор Андрущенко
- «Буба [Архівовано 18 червня 2020 у Wayback Machine.]» (Харків: Школа (видавництво, Харків)

## Премії та відзнаки
Декілька книжок здобули престижні нагороди: книгу «Приватна територія» названо найжіночнішим романом Б.Космовської
- 2001  — перемогла в літературному конкурсі «Щоденник польської Бриджит Джонс», організованому видавництвом Zysk i S-ka, приносячи авторці популярність. Роман опинився у Списку бестселерів А.Ростоцького, який публікує газета Rzeczpospolita.
- 2002 — роман про шістнадцятирічну дівчинку Бубу, яка носить джинси та мартенси, любить слухати класичну музику та грати у бридж, посів перше місце у загальнопольському конкурсі романів для дітей та юнацтва «Повір у силу фантазії», організованому видавництвами «Муза» та «Медіа Родина».
- 2007 — книжка «Позолочена рибка» здобула літературну премію Книга Року, засновану польською філією (International Board on Books for Young People) та отримала першу премію на Літературному конкурсі ім. Астрід Ліндгрен, організованому Фондом  — «Уся Польща читає дітям» під патронатом Міністра культури та національної спадщини.

## Рецензії

### «Українка»
- Олена Галета. Вихід у світ, або Казка про українську Попелюшку // zbruch.eu, 3.07.2013 [Архівовано 17 вересня 2013 у Wayback Machine.]

### Романи про Бубу
- Оксана Лущеська. Мікрокосмос однієї родини // «ЛітАкцент», 1 грудня 2011 р. [Архівовано 17 грудня 2011 у Wayback Machine.]
- Тетяна Щербаченко. Підлітковий роман для батьків // «Буквоїд», 5 липня 2011 р. [Архівовано 17 липня 2011 у Wayback Machine.]
- Владислава Москалець. Бридж, батьки і перші поцілунки // «Буквоїд», 16 червня 2011 р. [Архівовано 21 червня 2011 у Wayback Machine.]
- Ольга Жила. Про підлітка-картярку // Друг читача [Архівовано 14 вересня 2016 у Wayback Machine.]
- Ярослава Івченко. Буба — це прекрасно! // mamamiya.com.ua
- «Буба» // Книжковий кошик, 2010 (відео)

## Українські переклади
- «Буба» (Львів: Урбіно, 2010), переклала Божена Антоняк
- «Буба. Мертвий сезон» (Львів: Урбіно, 2011), переклала Божена Антоняк
- «Позолочена рибка» (Львів: Урбіно, 2012), переклала Божена Антоняк

## Інтерв'ю
- «Мертвий сезон» польської літератури [Архівовано 16 серпня 2012 у Wayback Machine.] // «Мистецькі грані», 12 серпня 2012 р.
- Барбара КОСМОВСЬКА: «Українська молодь — спонтанніша, а польська — манірніша» // «Високий Замок», 16 липня 2012 р. [Архівовано 31 жовтня 2016 у Wayback Machine.]
- Барбара КОСМОВСЬКА: «Сучасні підлітки потребують чесності» // «Літакцент», 15 червня 2012 р. [Архівовано 17 червня 2012 у Wayback Machine.]
- Барбара КОСМОВСЬКА: «Люблю Львів, люблю львівських читачів…» // zaxid.net, 16 травня 2012 р. [Архівовано 20 травня 2012 у Wayback Machine.]
- Барбара КОСМОВСЬКА: «Я — ворог сліпого дидактизму» // «День», 16 березня 2012 р. [Архівовано 6 червня 2012 у Wayback Machine.]
- Барбара Космовська: «Роман „Українка“ — спроба подолати негативні стереотипи поляків щодо українців» // «Високий Замок», 13 травня 2011 р.[недоступне посилання з серпня 2019]
- Барбара Космовська: «Обожнюю мить, коли закінчую роман» // «Високий Замок», 23 лютого 2011 р. [Архівовано 13 квітня 2016 у Wayback Machine.]